# Karsten Dilla
Karsten Dilla (ur. 17 lipca 1989) – niemiecki lekkoatleta, który specjalizuje się w skoku o tyczce.
Czwarty zawodnik mistrzostw Europy juniorów w Hengelo (2007). Brązowy medalista mistrzostw świata juniorów, które w 2008 odbyły się w Bydgoszczy - uzyskał wynik 5,30. Odpadł w eliminacjach młodzieżowego czempionatu Europy w 2009. Wicemistrz Europy do lat 23 z 2011. W tym samym roku nie przeszedł eliminacji podczas seniorskich mistrzostw świata. Rekord życiowy: w hali 5,73 (2012); na stadionie 5,72 (2011, 2012 i 2013).